# Fast as a Shark
Pour les articles homonymes, voir Fast (homonymie).
Singles par Accept
Down and Out
(album Breaker) Restless and Wild
Pistes de Restless and Wild
Restless and Wild
Fast as a Shark est une chanson du groupe allemand de metal Accept. C'est la première piste de leur album Restless and Wild. Elle est souvent considérée comme l'une des toutes premières chansons de pur speed metal,, et entérine l'usage de la double pédale de grosse caisse qui deviendra très populaire dans de nombreux sous-genres de metal par la suite (notamment le thrash metal et les genres de metal extrême). Bien qu'étant l'une de leurs chansons les plus connues, elle n'a pas à proprement parler fait l'objet d'un single promotionnel à l'échelle internationale. Toutefois, elle est sortie sous ce format en Espagne en novembre 1982 (avec la chanson "Get Ready" en Face B). Elle figure également en face B du 45 tours Restless and Wild, ainsi que sur de nombreuses compilations du groupe.

## Musique

### L'introduction

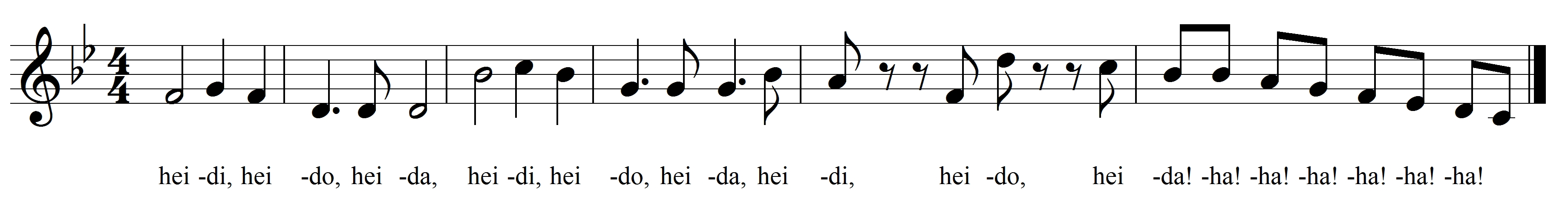
Transcription du refrain de la chanson Ein Heller und ein Batzen dans le ton de Si bémol major tel qu'on l'entend dans l'intro de Fast as a Shark

La chanson est connue pour son introduction atypique. Elle commence, en effet, par l'extrait d'un vieil enregistrement de Ein Heller und ein Batzen, une chanson traditionnelle tirée du folklore allemand. Au bout d'une vingtaine de secondes, celle-ci est subitement interrompue par des crissements de sillons de disque et laisse place au cri strident d'Udo Dirkschneider. À l’origine, le groupe avait choisi cette chanson  pour « marquer un contraste avec la chanson heavy qui suivait ». Wolf Hoffmann, le guitariste explique :

« C'est moi qui ai eu l'idée de prendre une chanson traditionnelle idiote et de la mettre juste au début pour faire contraste. On enregistrait au studio de Dieter Dierks à l'époque, et on est allé demander à sa mère si elle avait un vieux disque avec des chansons d'enfants à nous prêter. Bien sûr elle avait la chanson parfaite, celle que Dieter chantait quand il était enfant, en fait, ce qui la rendait d'autant plus amusante et précieuse à nos yeux. Nous avons choisi ce passage particulier parmi tous les airs du disque, simplement parce qu'il n'y avait pas de paroles, juste heidi, heido...[...] Comme ça, nous pensions que nous n'aurions pas à expliquer ce que voulaient dire les paroles, pas de signification secrète ou quoi que ce soit, et cela ne sonnait pas Allemand, ça sonnait juste idiot, du moins c'est ce que nous pensions à l'époque . »

Ce contraste a particulièrement surpris les auditeurs de l’époque et a marqué durablement les esprits. Témoin, Steve Kachinsky, le guitariste du groupe Steel Prophet (qui reprendra la chanson) se rappelle sa réaction quand il a entendu pour la première fois la chanson :

« J’avais finalement réussi à trouver un exemplaire de Restless and Wild. Je suis rentré chez moi et je l’ai posé sur mon tourne-disque, et là j’entends une sorte de polka allemande. J’ai revérifié le nom sur l’étiquette. Et il y avait bien écrit « Accept ».  Je me suis dit que la maison de disque avait merdé et avait collé l’étiquette « Accept » sur le mauvais disque ! Je l’ai remis pour m’en convaincre, et c’est là que survient le cri d’Udo sur « Fast as a Shark ». J’arrivais pas à croire ce que j’entendais : ce jeu génial de double grosse caisse et puis la voix d’Udo, genre Bon Scott rencontre Rob Halford. Et bien, Accept est devenu rapidement l'un de mes groupes préférés et cette chanson en particulier. »

Pour le chroniqueur de Allmusic, Eduardo Rivadavia, il s'agit d'une des intros « les plus inattendues, surprenantes et hilarantes jamais enregistrées ». Elle sera pourtant l'objet de nombreuses controverses tout particulièrement en France (cf voir le chapitre consacré à la question un peu plus loin).

### La chanson
Wolf Hoffmann, le guitariste décrit la chanson ainsi :

« Shark est une chanson rapide et agressive, qui d’après ce qu’on nous a dit, aurait réellement contribué à lancer les choses dans le domaine du speed metal. Le principal défi avec cette chanson fut de maintenir une cohésion de groupe quand on la jouait en live, surtout avec deux guitaristes. L’idée  de cette chanson vient principalement de Stefan. Comme vous le savez, c’est un puissant batteur et il voulait quelque chose d’énergique. Quand on a une double-grosse caisse comme la sienne, on a envie de s'en servir ! La section solo a l’air super complexe, mais elle n’est pas trop dure à jouer. Oui, c’est rapide et il y a plusieurs lignes superposées, mais le plan n'est pas très difficile. Cela a l’air plus dur à jouer que cela ne l’est réellement. »

Fast as a Shark représente un tournant dans l'histoire du heavy metal, en ce qu’elle constitue l'une des toutes premières chansons de speed metal, un an avant la sortie de Kill 'Em All de Metallica,,. D’autres chansons avaient auparavant posé les prémisses de ce genre en explorant la vitesse en tant que paramètre fondamental de toute une chanson  notamment Highway Star et Fireball de Deep Purple, Stone Cold Crazy de Queen, Ace of Spades de Motörhead  ou encore Exciter de Judas Priest. Cette dernière fut d'ailleurs l'une des premières chansons de metal à avoir recours à la double-grosse caisse. Fireball de Deep Purple (1971), toutefois, avait déjà recours au jeu de double-pédales en double-croches, mais sur une seule grosse caisse. Exciter poussa la technique à un nouveau degré de vitesse. Fast as a Shark entérine tous les acquis de ses prédécesseurs, et notamment les rythmiques dites en « double-time feel », il s'agit d'un terme provenant du jazz et désignant le procédé qui consiste à multiplier des valeurs rythmiques par deux par rapport au tempo donné tout en gardant une progression harmonique standard en rapport avec le tempo. Une progression deux fois plus lente que la dynamique rythmique induite. Ce qui donne l’impression que la chanson va deux fois plus vite que son tempo.
Fast as a Shark reprend donc ce principe, appuyé en outre par le dispositif rythmique de la double grosse caisse employé sur Exciter, accentuant encore le sentiment de vitesse — procédé qui deviendra une des caractéristiques marquantes du genre. Fast as a Shark est ainsi construite sur une rythmique fulgurante en « double-time feel » sur un tempo de 140bpm. Mike Portnoy, l'ex-batteur du groupe de metal progressif Dream Theater, se rappelle qu'à l'époque, cette partie de batterie était certainement l'une des choses les plus rapides qu'on pouvait trouver,.
Depuis cette vitesse a été dépassée. D’autres groupes ont poussé encore plus loin l'utilisation de tempi rapides, VanValkenburg  cite notamment les titres « Raining Blood » de Slayer et « Pleasure to Kill » de Kreator qui utilisent aussi une rythmique en « double-time » mais en poussant la vitesse jusqu'à des tempi de 250 bpm.
La structuration du riff de la chanson d’Accept est aussi caractéristique des rythmiques qui seront employées par la suite dans le speed metal et de thrash metal,. La phrase se construit sur une répartition contrastée entre deux groupes de pulsations. La première partie expose une série de pulsations en double-croches construite  autour d’une seule et unique note (mi grave jouée sur la corde à vide) et exécuté en palm mute, la seconde partie est contrastante en ce qu’elle fait intervenir des changements de hauteurs, une série de trois power chords répétés de façon obsédante.
Malgré tout ce qui a pu être dit sur le caractère innovateur de la chanson, Hoffmann se veut modeste et insiste sur le fait que cela n’avait rien de prémédité ou de conscientisé : 

« En y regardant rétrospectivement, on peut penser que "Fast As A Shark" fut la toute première chanson de speed metal, mais nous, on ne faisait, en quelque sorte, que s’amuser, et on n’avait pas l’impression de faire quelque chose de dramatiquement nouveau. Évidemment, peut-être que ce qui était si cool à cette époque, c’est qu’on se posait pas trop de questions. On était juste un peu « têtes brûlées » et on tentait des trucs sans avoir grand-chose à perdre. Plus tard, dans la carrière, on a toujours eu tendance à flipper à propos de ce qui pourrait offenser les gens, de ce que les gens attendent, de ce que les japonais veulent et de ce que les autres veulent. On évalue toujours les choses, mais à cette époque, on n’avait rien de tout ça. C’était entièrement frais, c’était drôle et on l’a fait comme ça, boum,. »

### Paroles
Sur son site, Wolf Hoffmann, le guitariste faisait part de sa perplexité quant au sens de la chanson : « À ce jour [...], je n’ai toujours aucune idée de ce dont il est question dans les paroles de la chanson ! »,. D'une façon générale, le texte de « Fast as a Shark » rejoint l'esprit de chansons comme The Ripper de Judas Priest – chanson qui traite du thème du tueur Jack l'Éventreur rôdant dans les rues de Londres, traquant et surprenant ses victimes par derrière. La chanson d'Accept traite de la même manière de l’attaque imminente d’un tueur « rapide tel un requin » rodant la nuit. Mais là où la chanson de Judas Priest se plaçait du point de vue cynique du tueur, la chanson d’Accept se place plutôt du point de vue d’un narrateur omniscient qui enjoint les potentielles cibles du tueur à prendre garde. Le texte d'abord plante une ambiance angoissante typique des thrillers : du brouillard dans les rues, une cloche d'église sonnant les douze coups de minuit, l'obscurité environnante :

« Fog in the streets,

A church clock beats,

Midnight - darkness all around »

## Diffusion
La chanson n'ayant pas fait l'objet d'un single en tant que tel, sa diffusion s'est faite en premier lieu via la sortie de l'album Restless and Wild, sorti en Allemagne en 1982, puis de 1983 à 1985 dans les autres pays d'Europe et en Amérique du Nord. Le single Restless and Wild sur lequel Fast as a Shark figure en face B est quant à lui sorti en 1984.

### Album Restless and Wild
| Pays        | Label                                    | Année de première sortie |
| ----------- | ---------------------------------------- | ------------------------ |
| Allemagne   | Brain                                    | 1982                     |
| Pays-Bas    | CNR                                      | 1982                     |
| États-Unis  | Portrait                                 | 1983                     |
| Canada      | Portrait                                 | 1983                     |
| Royaume-Uni | Heavy Metal Worldwide                    | 1983                     |
| France      | Polydor                                  | 1983                     |
| Espagne     | Victoria                                 | 1983                     |
| Italie      | RCA                                      | 1985                     |
| Belarus     | Beloton (premier pressage, non officiel) | 1992                     |

### Compilations et albums en concert
Fast as a Shark figure aussi sur plusieurs compilations du groupe : 
- Restless the Best[30]
- Hungry Years[31]
- A Compilation of the Best of Balls to the Wall / Restless and Wild[32]
- The Collection[33]
- No Substitutes[34]
- Steel Glove[35]
- The Best[36]
- Sharkbite - Best Of[37]

Ainsi que sur deux albums live:
- Staying a Life[38]
- All Areas: Worldwide[39]

### Singles
La chanson n'a jamais fait l'objet d'une sortie en single à une échelle internationale. Elle figure uniquement en face B du single Restless and Wild. Il existe un single Fast as a Shark qui a fait l'objet d'une distribution uniquement pour les radios espagnoles. Ce 45 tours, sorti en 1982, avait pour face B la chanson Get Ready, et disposait d'un petit descriptif du groupe sur la pochette.

## Controverses autour de la chanson

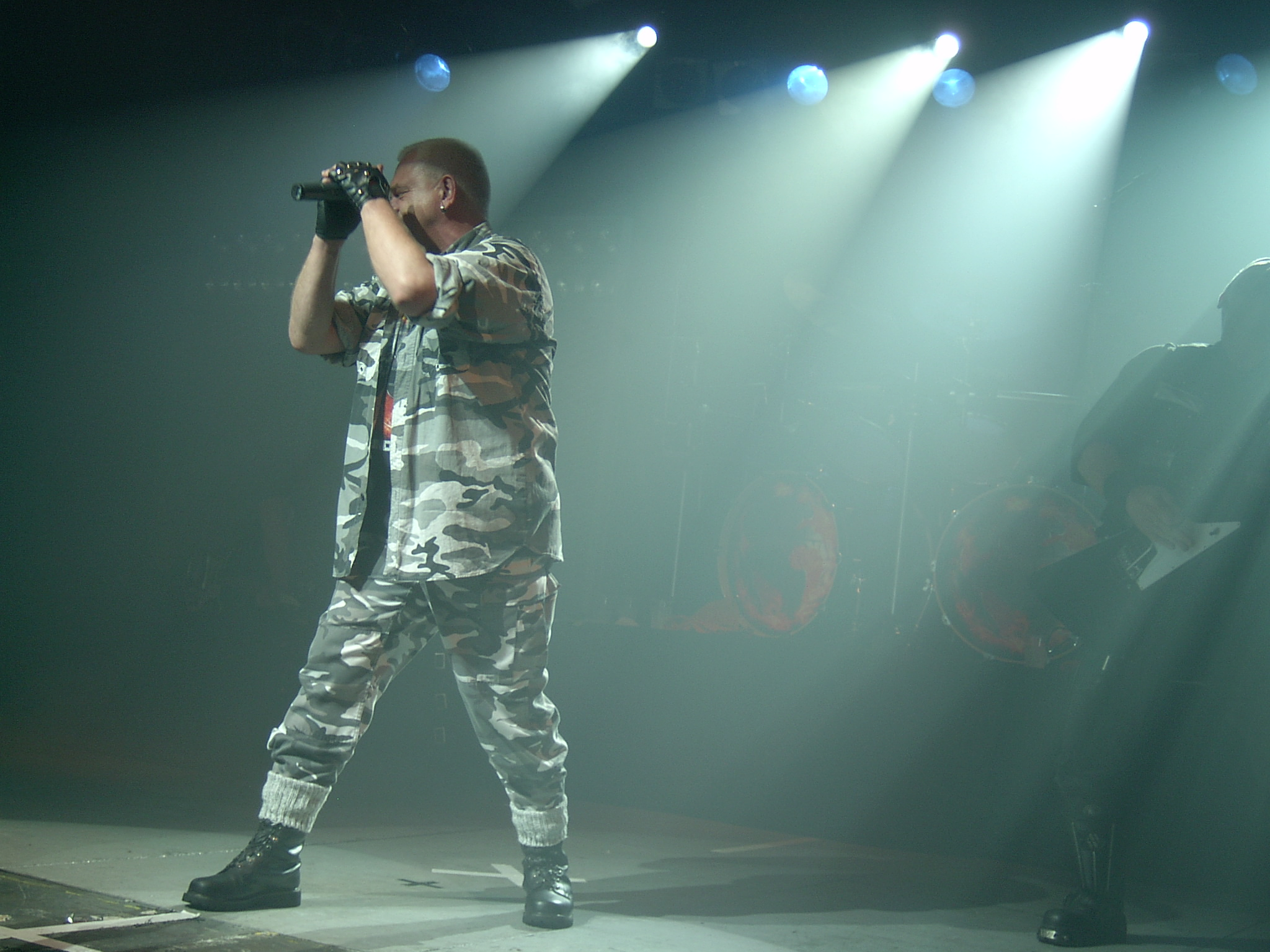
Udo Dirkschneider en costume militaire (2004)

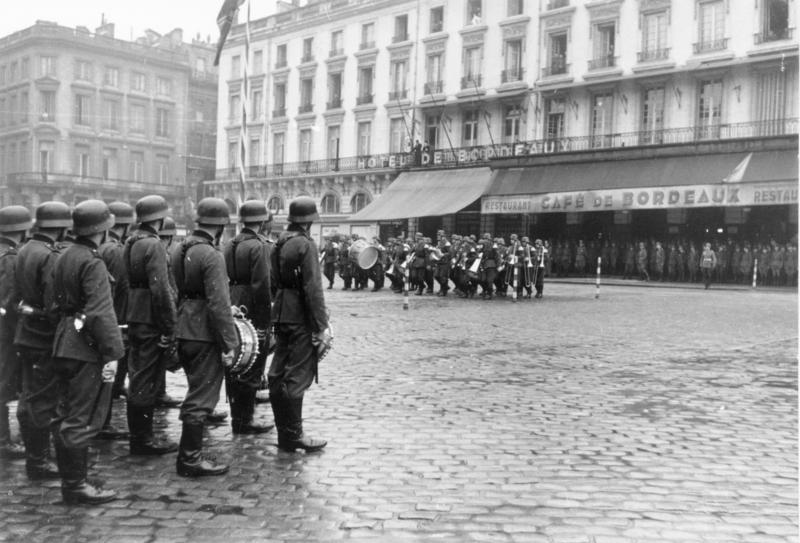
En France et en Pologne, la chanson Heidi, heido est synonyme de l'occupation par les nazis

Au cours de sa carrière, le groupe fut victime de nombreuses accusations, concernant notamment d'éventuelles sympathies envers le régime soviétique avec la sortie de l'album Russian Roulette ou bien à propos de l'album Balls to the Wall, interprété à sa sortie comme étant centré sur l'homosexualité. Néanmoins, les principales accusations envers Accept concernaient d'hypothétiques sympathies envers l'idéologie nationale socialiste. Ces allégations ont été favorisées par leur nationalité allemande (ce qui fut également le cas pour Rammstein au cours de la décennie 1990) et le fait que Dirkschneider portait un costume paramilitaire sur scène. Néanmoins, le catalyseur de cette polémique fut le choix de l'introduction de la chanson. Il s'agit en effet du début du refrain de la chanson traditionnelle Ein Heller und ein Batzen (la chanson est plus connue sous le nom de Heidi, Heido, Heida). Cette mélodie est souvent vue dans les pays qui ont été occupés pendant la seconde guerre mondiale (notamment en France et en Pologne) comme une chanson typiquement nazie, alors qu'il s'agit en fait d'une simple chanson à boire dans le folklore allemand, qui ne traite en rien d'une quelconque idéologie d'extreme-droite et qui de plus, préexistait au régime nazi (elle date de 1830). 
Udo Dirkschneider, le chanteur revient sur la controverse à l'époque (relative à son uniforme dans un premier temps) en commentant l'attitude des médias : 

« Toute cette histoire est arrivée quand j’ai porté cet uniforme militaire. Et ils ont commencé à raconter des conneries !!! Ensuite, quand on a fait l’intro de Restless and Wild, juste avant Fast as a a Shark, ce passage Heidi, Heido, Heida, c’était une chanson folklorique allemande. Nous avons découvert par la suite que les télés françaises et polonaises utilisaient cette chanson Heidi, Heido, Heida quand ils passaient des trucs sur la seconde guerre mondiale. Et donc on a eu pas mal de problèmes avec ça. Mais on l’ignorait, alors on a dû faire un tas d'interviews et de talk shows à parler de ça,. »

Par la suite, les membres du groupe ont dû expliquer qu'ils ignoraient l'association qu'on pouvait en faire en France quand ils ont repris cette mélodie, d'autant qu'elle n'a pas du tout cette signification en Allemagne. Le texte de la chanson Fast As a Shark ne fait même aucune allusion au nazisme. À l'origine, ils avaient choisie cette petite mélodie pour le contraste qu'elle offrait par rapport à l'agressivité de leur chanson. Ils ajoutèrent qu'en Allemagne, personne n'avait entendu parler de l'association de cette chanson au régime nazi.
Ces accusations s'avèrent, en outre, d'autant plus infondées que le groupe a toujours professé, dans leurs chansons, des opinions antinazies, antiracistes (Stone Evil, Prejudices, Objection Overruled) et antimilitaristes (Wargames, Man Enough to Cry, Walking in the Shadow Stand Tight). Le magazine Enfer magazine, prit d'ailleurs la défense du groupe en 1986 face à ces allégations, parlant de « relents pestilentiels d'une germanophobie rétrograde ».
À cela, s'ajoute un certain nombre de faits divers en Allemagne dans les années 1990 liés à des groupuscules néonazis. Hoffman revient sur les faits en ces termes :

« Il y a ce problème de skinheads en Allemagne : ces gens qui agressent les étrangers et nous font une bien mauvaise réputation dans les autres pays. Cette réputation déteint sur les groupes allemands, y compris ceux de heavy metal, car certaines personnes font l'amalgame entre ces mouvements fascistes et ce genre de musique. Les gens se sentent très concernés par ce phénomène et nous aussi, par la même occasion. Je me souviens de cette controverse avec l'intro de "Fast as a Shark" pour laquelle nous avons été mal compris. Nous ne la jouons plus et gardons les yeux grand ouvert afin de ne pas répéter une erreur similaire et éviter que notre démarche puisse être mal interprétée. Nous nous sentons concernés par la situation, mais elle ne nous effraie pas. Je pense qu'il est bénéfique que tout le monde soit alerté car cela permet de traiter le mal à la racine. [...] Nous sommes prêts à mener campagne et user de notre influence, à faire une déclaration claire contre ces agressions envers les étrangers. Nous avons beaucoup voyagé, été dans la position d'"étrangers" dans les pays que nous visitions et nous avons toujours été bien reçus. Nous souhaitons qu'il en soit de même dans notre pays. »

Néanmoins, malgré les nombreux démentis du groupe sur d'éventuelles sympathies envers les régimes d'extrême-droite et malgré les thématiques abordées dans certaines chansons, clairement antinazie, voire antimilitariste, ces accusations les ont poursuivis jusque dans la décennie 1990. Bon nombre de chroniqueurs français successifs ne tenant pas compte des clarifications antérieures du groupe, ni du contenu des paroles des chansons. Ce fut le cas du journal Hardforce, qui dans un dossier sur les dérives du metal, cite à nouveau Accept parmi les groupes nazis et prend, sans surprise, à titre de preuve à charge le 45 tours de 'Fast as A Shark'".
En 1999, Wolf Hoffmann revient à nouveau sur le sujet, sur son site web personnel, exprimant son sentiment d'impuissance vis-à-vis de ces accusations qui reviennent sans cesse, et ce malgré les nombreuses clarifications du groupe. Il affirme ne pas savoir que la chanson était utilisée par les nazis et déplore que l'idée de l'utiliser ait pu susciter tant de controverses par le passé et toujours à l'heure actuelle malgré les nombreuses clarifications apportées par le groupe.

## Réception et notoriété
À l'époque de la sortie de l'album Restless and Wild, les critiques furent dans l'ensemble assez élogieuses. En France, le journaliste Frank Maille de Enfer Magazine  estime que l'album est "indispensable" , notamment "à tous les fans de Judas Priest et de Saxon" et voit en Accept s'"ils continuent sur leur lancée", "l'un des plus grands groupes des années 80". Pour parler des morceaux rapides de l'album, le journaliste prend Fast as a Shark comme exemple. L'album Restless and Wild figurera également dans le référendum des lecteurs d'Enfer Magazine de l'année 1983. Le groupe y sera également encensé dans les catégories de meilleurs chanteurs (en 6e position) et de meilleurs groupes (en 5e position). Le journaliste Howard Johnson de l'hebdomadaire britannique Kerrang est également enthousiaste et inclut l'album dans son top 10 des meilleurs disques de l'année, à l'occasion du sondage de la rédaction de 1982. Il s'étonne même de la qualité de l'album au vu du trouble occasionné par le changement de guitariste qui venait de s’opérer et qui aurait pu fragiliser le groupe sur le plan créatif. D'autres sont parfois plus mitigés, notamment Hervé Picart du magazine Best ou encore le chroniqueur Mad Scott, qui dans sa critique de l'album Russian Roulette pour Enfer Magazine, perçoit rétrospectivement Restless and Wild comme "un peu lourdingue".
Ce succès ne se dément pas avec le temps : plusieurs journalistes et écrivains ont mentionné "Fast as a Shark" (ou bien l'album Restless and Wild dans son ensemble) comme étant l'un des canons du genre. Au Royaume-Uni, le magazine Kerrang a sélectionné l'album pour figurer dans les 10 albums essentiels de heavy metal. La rédaction du magazine français Rock Hard a choisi en juin 2006 Restless and Wild pour figurer dans les 25 albums de Heavy Metal jugés idéaux, tout en voyant en "Fast as a Shark" un "classique". Sur le site allmusic.com, l'album se voit attribuer une note de 4,5 / 5.
Concernant le succès auprès du public, l'album Restless and Wild marque pour Accept le début de leur succès auprès du public metal. C'est leur premier album à faire son entrée dans les charts, au Royaume-Uni et en Suède. En France, les lecteurs de Enfer Magazine ont élu Accept comme leur groupe préféré du mois dans le numéro 3 du magazine (juin 1983). De plus, la chanson est classée à la 33e place des 500 plus grandes chansons de metal de l'ouvrage The Top 500 Heavy Metal Songs Of All Time (élue par un panel de 18 000 fans parmi 4 500 chansons). Quatre autres chanson d'Accept sont répertoriées dans cet ouvrage : "Balls to the Wall" (26e place), "Restless & Wild" (204e place), "Princess of the Dawn" (222e place) et "Metal Heart" (293e place).
"Fast as a Shark" a également servi de générique pour une émission de MTV intitulée The History of Heavy Metal.

### Dans la culture populaire
"Fast as a Shark" fait partie de :
- la bande originale du film d'horreur italien Démons[64].
- la bande originale d'un épisode du Sitcom suédois 'Hjälp!
- la bande originale du jeu Brütal Legend[65].
- la bande originale de la série italienne Turno di Notte (épisode Heavy Metal)[66].

### Reprises
| Artiste            | Album                                                                                  |
| ------------------ | -------------------------------------------------------------------------------------- |
| 107 Pasos          | Demo I                                                                                 |
| Altar              | Provoke                                                                                |
| Ammit              | Hammer of Darkness                                                                     |
| Dungeon            | - Maiden Our Spare Time - Official Bootleg DVD: Volume 1                               |
| Evil One           | Militia of Death                                                                       |
| Forté              | Division                                                                               |
| Heavy Madness      | Demo 2011                                                                              |
| Helloween          | Rabbit don't come easy (en piste bonus, seulement sur la version japonaise de l'album) |
| Holy Grail         | Improper Burial (sur la version CD seulement).                                         |
| Muro               | Acero y Sangre                                                                         |
| Rage               | Trapped!                                                                               |
| Soulitude          | The Crawlian Supremacy                                                                 |
| Steel Prophet      | Genesis                                                                                |
| Suhrim             | Life Sucks And Then You Die                                                            |
| The Trasten Traste | ¿Dónde Están los Niños? (sous le titre Marea Negra)                                    |
| Volcano            | First Live at Shibuya Club Quattro -Perfect Version                                    |
| Wehrmacht          | Fast as a Shark Attack                                                                 |
| Witchery           | Witchburner                                                                            |

La chanson a également été interprétée sur trois albums live de U.D.O., le projet solo du chanteur Udo Dirkschneider : sur Nailed To Metal - The Missing Tracks ainsi que sur Mastercutor Alive, en version CD et DVD. Le groupe norvégien de black metal Dimmu Borgir a également interprété la chanson en live, néanmoins, la reprise n'a jamais fait l'objet d'une sortie physique (ce groupe a en revanche repris la chanson Metal Heart sur son EP Godless Savage Garden).

### Compilations
Des chansons d'Accept figurent sur plus d'une cinquantaine de compilations, au premier rang desquelles Restless and Wild ou Balls to the Wall. Fast as a Shark, quant à elle, se retrouve sur huit compilations, dont deux entièrement dédiées au groupe.
| Titre                                    | Label                     | Pays        | Année           | Note                     |
| ---------------------------------------- | ------------------------- | ----------- | --------------- | ------------------------ |
| Metal Killers                            | Kastle Killers            | Royaume-Uni | 1984            |                          |
| + Heavy                                  | PDI, Victoria             | Espagne     | 1984            |                          |
| Metal Killers Kollection                 | Castle Music              | Royaume-Uni | 1985            |                          |
| Démoni Original Soundtrack               | RCA                       | Italie      | 1985            |                          |
| Demons (Original Soundtrack)             | Victor Musical Industries | Japon       | 1986            |                          |
| Gods of Noise                            | Gun                       |             | 1997            |                          |
| Accept Metal or Die: A Tribute to Accept | Nuclear Blast             |             | 12 octobre 1999 | Version de Steel Prophet |
| A Tribute to Accept, Vol. 2              | Nuclear Blast             |             | 22 janvier 2002 | Version de Witchery      |

## Sources

### Ouvrages
- (de) Dietmar Elflein, Schwermetallanalysen : die musikalische Sprache des Heavy Metal, Transcript Verlag, 2010, 359 p. (ISBN 978-3-8376-1576-0, présentation en ligne)
- (en) Martin Popoff, The Top 500 Heavy Metal Songs Of All Time, ECW Press, 2007, 520 p. (ISBN 978-1-894959-62-9, présentation en ligne)
- (en) Martin Popoff, The Top 500 Heavy Metal Albums of All Time, ECW Press, 448 p. (présentation en ligne)
- (en) Don Michael Randel, The Harvard Dictionary of Music, Harvard University Press, 2003
- (en) Gary Sharpe-Young, Metal : The Definitive Guide, Jawbone Press, 2007, 494 p.
- (en) Andrew L.Cope, Black Sabbath and the Rise of Heavy Metal, Ashgate, 2010, 173 p.

### Articles
- (fr) Enfer Magazine, Paris, mensuel  (ISSN 0756-4872):
- (fr) Hard Force Magazine, Paris, mensuel  (ISSN 0296-9904)
- (fr) Rock Hard, Paris, mensuel  (ISSN 1630-8204):
- (fr) Metal Attack, Paris, mensuel  (ISSN 0760-5714):

### Travaux universitaires
- (en) Aaron VanValkenburg, Musical Process and the Structuring of Riffs in Metallica : Mémoire de Master, soutenance sous la présidence de Timothy R. McKinney, Waco, Texas, Baylor University, 2010
- (en) Dietmar Elflein, « Slaying The Pulse », actes du colloque interdisciplinaire « Heavy Fundamentalism » du 4 novembre 2008, à Salzbourg, Autriche,‎ 2008 (lire en ligne) [PDF]

### Partition
- (ja) "Fast as a Shark", in Accept Band Score, Rittor Music, 1985, 94 p.Il s'agit de l'un des "japanese songbooks" de Accept. Celui-ci est le seul recueil publié à ce jour contenant la partition complète (band score) de "Fast as a Shark" (guitares, basse, batterie, chant)

### Documents vidéos
- Wolf Hoffmann, « Riffs and Licks », sur wolfhoffmannmusic.com, 2012 (consulté le 6 janvier) (Demonstration tutorielle des riffs et du solo de Fast as a Shark par Wolf Hoffmann, le guitariste et compositeur du groupe)